# Дуса Макдаф
Дуса Макдаф (рођена 18. октобра 1945) је енглески математичар која ради на симплектичкој геометрији. Она је први добитник Рут Литл Сатер награде за математику, била је Нетер предавач, и пријатељ је Краљевског друштва.

## Детињство, младост и едукација
Маргарет Дуса Вадингтон рођена је у Лондону, Енглеска, 18. октобра 1945. као ћерка Единбуршког архитекте Маргарет Џастин Бланко Вајт, друге жене биолога Конрада Хала Вадингтона, Дусиног оца. Њена сестра је антрополог Каролина Хампфри, и има старијег полу брата Ц. Џејка Вадингтона из првог брака њеног оца. Њена мајка је ћерка Амбер Ривс, забележеног феминисте, аутора и љубавнице Х.Г. Велса. Макдафова је одрасла у Шкотској где је њен отац био професор генетике на Универзитету у Единбургу. Макдафова се едуковала у школи Светог Џорџа за девојке у Единбургу, иако је стандард био нижи од одговарајуће мушке школе, Единбуршке академије, Макдафова је имала одличног учитеља математике.
Након што је одбила стипендију на Универзитету у Кембриџу да би остала са својим дечком у Шкотској, кренула је на Универзитет у Единбургу. Дипломирала је 1967, прешавши на Гиртон Колеџ, Кембриџ, на докторске студије. Тамо, под вођством математичара Џорџа А. Рида, Макдафова је радила на проблемима функционалне анализе. Решила је проблем Вон Нуманове алгебре, конструисати бесконачно много различитих фактора типа II1, и објавила свој рад у Аналима математике.
Након што је завршила свој докторат 1971, Макдафовој је било додељено двогодишње пријатељско постдокторско научно истраживање на Кембриџу. Пратећи свог мужа, књижевног преводиоца Дејвида Макдафа, отишла је у шестомесечну посету Москви. Њен муж је проучавао руског симболисту Инокентија Аненксија. Иако Макдафова није имала планова, испоставило се да је путовање било математички значајно за њу. Тамо је упознала Израела Гелфанда, који је у њој пробудио веће поштовање према математици.
Након повратка у Кембриџ, Макдафова је почела да присуствује лекције из топологије Френка Адамса и била је позвана да предаје на Универзитету у Јорку. 1975. одвојила се од свог мужа, а развели су се 1978. године. На Универзитету у Јорку је „написала други докторат” док је радила са Граемом Сегалом. У ово време се за њу отворило место на Масачусетском технолошком институту (MIT), резервисано за женске математичаре у посети. Њена каријера математичара се даље развила док је била на MIT-у, и била је прихваћена на Универзитет напредних студија, где је радила са Сегалом на Атијах-Сегаловој теореми. Затим се вратила у Енглеску где је почела да предаје на Универзитету у Варвику.
У ово време је упознала математичара Џона Милнора који је био на Универзитету у Принстону. Да би живела ближе њему постала је асистент на Стони Брук универзитету. Као независни математичар, почела је да ради на релацији између дифеоморфизма и класификационог простора за фолијације. Од тада је радила на симплектичкој топологији. У пролеће 1985, Макдафова је била на Институту виших научних истраживања у Паризу да проучава рад Микаела Громова на елиптичним методама. Од 2007, држала је Хелен Литл Кимел столицу на Барнард Колеџу.
1984. Макдафова се удала за Џона Милнора, математичара на Стони Брук универзитету, добитника Филдсове медаље, Волфове награде и лауреата Абелове награде.

## Рад и истраживање
У последњих тридесет година, Макдафова је допринела развоју на пољима симплектичке геометрије и топологије. Дала је први пример симплектичких форми на затвореном ? које су кохомологне али нису дифеоморфне и такође класификовала рационалне и четворослојне симплектике, заједно са Франсоаом Лалондом. Скорије, делимично са Сузан Толман, проучавала је примењивање метода симплектичке топологије на теорији Хамилтонових торусних акција.
Такође је радила на уграђивању капацитета четвородимензионалних симплектичких елипсоида, са Феликсом Шленком, што је поставило доста интересантних питања у теорији бројева. Такође је то открило повезаност између комбинаторике Ј-холоморфних криви и бројева који се појављују као индекси у уграђеној контактној хомологији. Са Кејтрин Вирхајм, такође је довела у питање основу класичног доказа у симплектичкој геометрији.
Са Диетмаром Саламоном била је коаутор две књиге Увод у симплектичку топологију и Ј-холоморфне криве и симплектичка топологија.

## Почасти и признања
Макдафова је била први добитник Сатерове награде 1991. за њен рад на симплектичкој геометрији; она је пријатељ Краљевског друштва (1994), Нетер предавач(1998) и члан Националне академије наука Сједињених држава(1999). 2008. изабрана је за одговарајућег пријатеља Единбуршког краљевског друштва. Била је пленарни предавач на Међународном математичком конгресу 1998. 2012 постала је пријатељ Америчког математичког друштва. 1999. године је постала прва жена Харди предавач, што је награда Лондонског математичког друштва. Такође је чланица Европске академије, и део пријатеља Асоцијације жена у математици из 2019.
2010. додељена јој је Сениор Бервик награда Лондонског математичког друштва. Уручена јој је АМС Лирој П. Стил награда за математичко излагање за 2017. годину. у 2018. добила је Силвестерову медаљу од Краљевског друштва.